# Allodio
Il termine allodio (di origine germanica: Allod, latinizzato in allodium) era utilizzato nel Medioevo per indicare i beni e le terre possedute in piena proprietà , in opposizione ai termini feudo o "beneficio", con i quali si indicavano invece i beni ricevuti in concessione da un signore dietro prestazione di un giuramento di fedeltà (il cosiddetto omaggio feudale o vassallatico).

## Storia
Si diffuse fin dai tempi dei Merovingi (V-VIII secolo) e fu il normale regime di suddivisione dei territori nel periodo dei regni barbarici fino all'introduzione del feudo.
Spesso i proprietari di allodi erano i discendenti degli antichi arimanni, ovvero i germani che, conquistato un nuovo territorio, vi si insediavano con la propria famiglia e con i propri servi. Altre volte, invece, la nascita di allodi derivava dalla rovina della piccola feudalità, dovuta alla lievitazione del costo delle armi avvenuta alla fine dell'Alto Medioevo. La diffusione di armamenti più pesanti, di armature più resistenti (come l'usbergo) e di nuove forme di guerra più costose, ridusse a volte i piccoli feudatari al fallimento e li costrinse a ritirarsi in piccoli appezzamenti.
Questa forma di piccola proprietà, tra il IX e l'XI secolo, conobbe un declino poiché, venuta meno l'usanza germanica che prevedeva che la guerra fosse un dovere di tutti gli uomini liberi (gli arimanni, appunto), i piccoli possidenti cercarono sempre di più la protezione dei feudatari sottomettendosi ad essi. Era inoltre forte l'azione dei grandi detentori di terre atta ad ampliare sempre di più i loro domini e ciò contribuì all'indebolimento progressivo della piccola proprietà.
In altri casi, al contrario, la forma allodiale era addirittura ricercata, poiché garantiva il possesso della terra e faceva sì che non fosse possibile che, da un giorno all'altro, il datore del beneficio potesse decidere di riprendersi la concessione. Molti monasteri, quindi, cercarono in tutti i modi di ottenere il possesso delle proprie terre per sfuggire ai vincoli feudali. Altre volte, invece, erano i feudatari che cercavano di crearsi delle enclave allodiali tra i propri possedimenti, per riuscire a costituirsi dei centri di potere autonomi, sui quali avere l'assoluto controllo. Avveniva, così, che signori facessero dono di un appezzamento di terreno allodiale ad un'istituzione religiosa per meglio controllarla o che edificassero i propri castelli in una terra non soggetta a vincoli feudali, per farne una base di conquista o di rapina.
Nell'Italia meridionale, il termine allodio fu usato, seppur in casi eccezionali, fino a quando fu introdotto il codice napoleonico.